# Almeida (Portugal)
Almeida es una villa portuguesa perteneciente al distrito de Guarda, región estadística del Centro (NUTS II) y comunidad intermunicipal de Beiras y Sierra de la Estrella (NUTS III), con cerca de 1500 habitantes.
Es considerada, junto con las plazas fuerte de Valença y Elvas, una de las más monumentales de las plazas de Portugal. Se confrontaba con el Real Fuerte de la Concepción, en el lado opuesto de la frontera hispano-portuguesa.

## Geografía
El municipio tiene 520,55 km² de área y 8423 habitantes (2001). Está subdividido en 29 freguesias. Limita al norte con Figueira de Castelo Rodrigo, al este con España, al sur con Sabugal y al oeste con Guarda y Pinhel.
| Noroeste: Pinhel | Norte: Figueira de Castelo Rodrigo | Noreste: Aldea del Obispo |
| Oeste: Pinhel    |                                    | Este: Fuentes de Oñoro    |
| Suroeste: Guarda | Sur: Sabugal                       | Sureste: La Alamedilla    |

## Historia

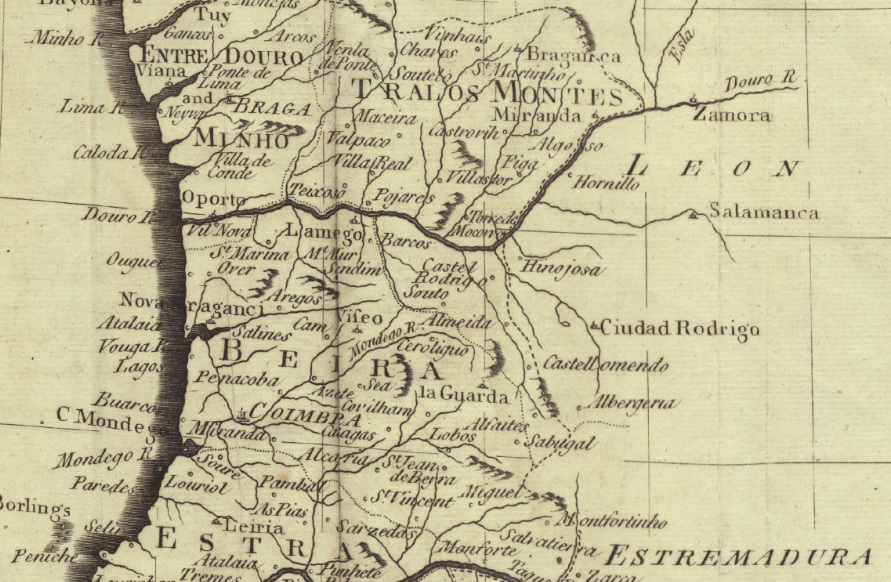
Detalle del mapa "Portugal accurately drawn from the most approved modern maps and charts", realizado por T. Bowen en 1786, en que puede observarse Almeida

Durante la Edad Media, creció alrededor de un castillo perteneciente al Reino de León.
Por el Tratado de Alcañices de 1297 entre el rey Fernando IV de Castilla y el rey Dionisio I de Portugal, Almeida pasó del Reino de León al de Portugal. Tras lo cual, recibió carta foral de D. Dinis.
La actual estructura de la Plaza Fuerte de Almeida se remonta al siglo XVII durante la Guerra de Restauración portuguesa, ya que fue trasformada en una imponente fortaleza. Las obras se iniciaron en 1641 por el gobernador Militar de la Provincia de la Riba, Álvaro Abranches, y se concluyeron definitivamente en 1747 por el Conde de Lippe.
Almeida sufrió importantes cercos en 1762, durante la guerra de los Siete Años y en 1810 y 1811 durante la Guerra Peninsular. Concretamente, durante la tercera y última invasión en suelo portugués, los ejércitos franceses comandados por el mariscal André Masséna conquistaron la plaza fuerte de Almeida el 27 de agosto de 1810 penetrando en el norte de Portugal. El sitio acabó con una explosión del polvorín, por impacto de un obús francés, que mató a 500 defensores y destruyó gran parte del pueblo. Tras la conquista, el ejército francés se dirigió al centro de Portugal, dándose lugar la batalla de Busaco.
La ciudad y su importante fortaleza serían recuperadas por los británicos y portugueses el 10 de mayo de 1811, aunque la mayoría de la guarnición francesa pudo escapar.

## Demografía
| Gráfica de evolución demográfica de Almeida entre 1864 y 2021 |
|                                                               |
| Datos según el nomenclátor publicado por el INE portugués.    |

## División administrativa

División en freguesias tras la reforma de 2013

Antes de la reforma administrativa de enero de 2013 que redujo el número de freguesias el municipio de Almeida estaba dividido en 29 freguesias. Las freguesias del municipio desaparecidas en el proceso fueron Ade, Aldeia Nova, Amoreira, Azinhal, Cabreira, Castelo Mendo, Junça, Leomil, Malpartida, Mido, Monte Perobolço, Mesquitela, Miuzela, Naves, Parada, Peva, Porto de Ovelha, Senouras, Vale de Coelha y Vale Verde.
Tras la reforma administrativa de 2013, el número de freguesias se redujo a 16:
- Almeida
- Amoreira, Parada e Cabreira
- Azinhal, Peva e Valverde
- Castelo Bom
- Castelo Mendo, Ade, Monteperobolso e Mesquitela
- Freineda
- Freixo
- Junça e Naves
- Leomil, Mido, Senouras e Aldeia Nova
- Malhada Sorda
- Malpartida e Vale de Coelha
- Miuzela e Porto de Ovelha
- Nave de Haver
- São Pedro de Rio Seco
- Vale da Mula
- Vilar Formoso

## Patrimonio

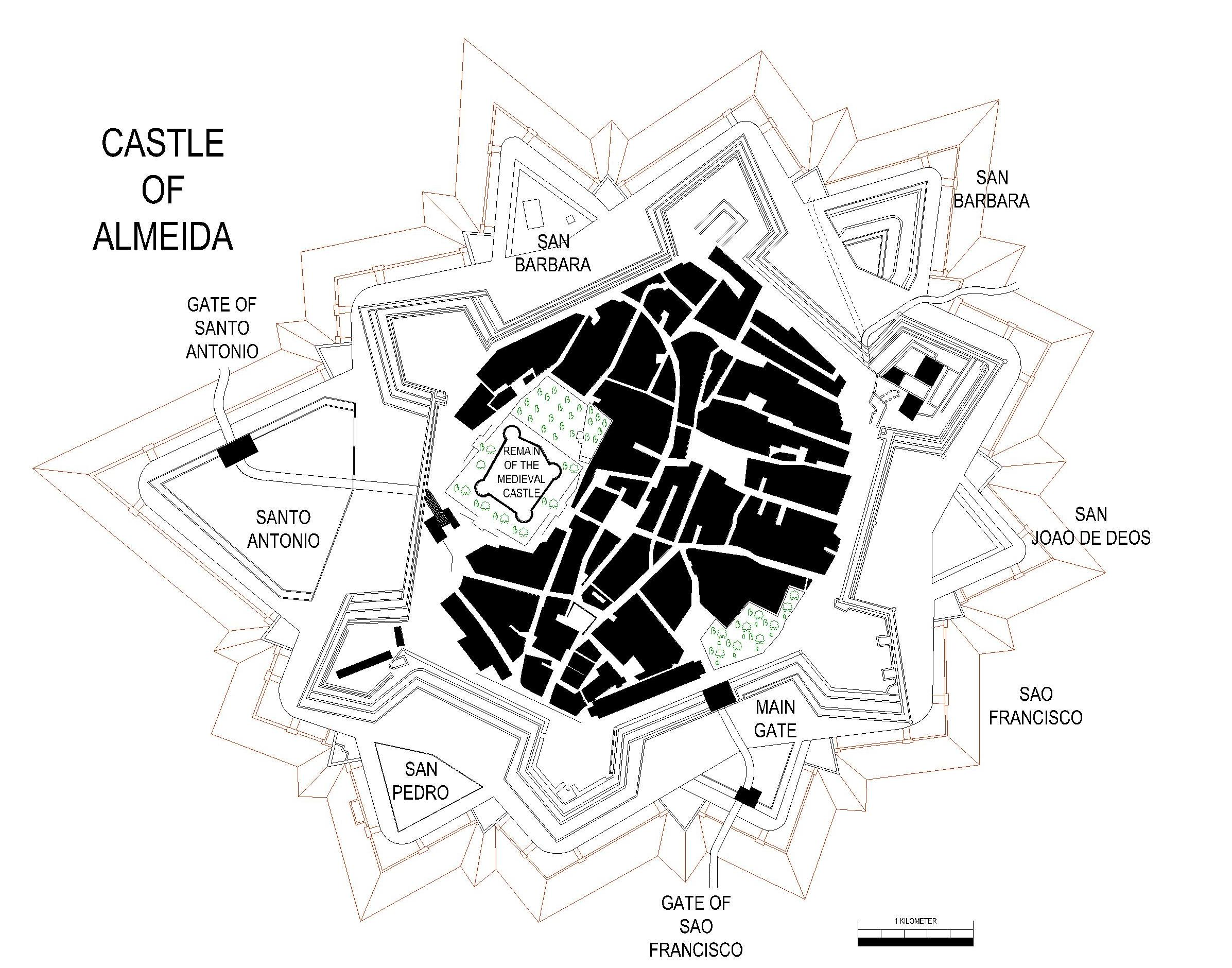
Plaza fuerte de Almeida

- Plaza fuerte de Almeida: con forma de estrella de 12 puntas (hexágono doble) con seis baluartes e igual número de revellines. Está rodeada de un foso de 12 metros de ancho, a lo largo de un perímetro de 2,5 kilómetros. Durante su momento histórico, la guarnecían 5.000 hombres y poseía más de cien bocas de fuego de diversos calibres. Disponía de compartimentos a prueba de bomba y de casamatas, en las que se podía acoger a la guarnición y a los civiles durante los bombardeos, así como polvorines subterráneos y un hospital de sangre, también debidamente protegido.